# Convenció sobre Bombes de Dispersió
La Convenció sobre Bombes de Dispersió és un acord internacional que crea restriccions per a l'ús de bombes de dispersió o "clúster». Armament explosiu on les municions principals rebenten en multitud de minifragments que a la vegada també són explosius.
Les normes de l'acord van ser adoptades el 30 de maig de 2008 a Dublín. i haurien de ratificar a Oslo al desembre. Sis mesos més tard van ser ratificades per 30 estats més. El setembre de 2013, 108 estats havien signat el tractat, amb 84 que l'havien ratificat o s'hi havien adherit.
Els països que ratifiquen les normes són obligats a, "sota cap circumstància":

(a) utilitzar municions de dispersió; 

(b) desenvolupar, produir, adquirir (de la manera que sigui), emmagatzemar, revendre o transferir a qualsevol, directament o indirectament, municions de dispersió; 

(c) assistir, promoure o induir el seu ús a estats que no hagin signat aquest tractat.

El tractat permet que certs tipus d'armes amb submunicions que no tenen els efectes d'àrea indiscriminats o els mateixos riscos explosius sense detonar com tenen les municions de dispersió. Aquestes armes permeses han de contenir menys de deu submunicions, cada una ha de pesar més de 4 kg, i cada submunició ha de tenir la capacitat de detectar i atacar un objecte únic i contenir mecanismes d'autodestrucció i autodesactivació electrònics. Un nombre limitat d'armes i bombes prohibides pot ser adquirida i mantinguda per la formació, el desenvolupament de tècniques de detecció, neteja i la seva destrucció.

## Procés
Sota l'auspici de la Coalició contra les Bombes de Dispersió, el Procés de Municions de Dispersió o Procés d'Oslo, va començar el febrer de 2007 a Oslo, Noruega. En aquesta oportunitat, 65 nacions van subscriure la "Declaració d'Oslo", comminant-los a:
Concloure el 2008 un instrument internacional jurídicament vinculant que prohibeixi l'ús i emmagatzematge de bombes de dispersió que causen danys inacceptables als civils i garantir l'adequada prestació d'atenció i rehabilitació als supervivents i la neteja de les àrees contaminades.
El Procés d'Oslo va dur a terme reunions a Lima el maig de 2007 i a Viena el desembre de 2007. El febrer de 2008, 79 països van adoptar la "Declaració de Wellington", que estableix els principis que s'han d'incloure en la convenció.
El tractat ha tingut l'oposició de totes les nacions que produeixen o tenen importants arsenals de bombes de dispersió en el món, entre ells la Xina, Rússia, Estats Units, Índia, Israel, Pakistan i Brasil.

## Estats que han subscrit la declaració de Wellington
Es mostren els següents 119 estats que han subscrit la Declaració de la Conferència de Wellington sobre Bombes de Dispersió, que els va permetre participar en la conferència de Dublín el maig de 2008. Els estats que no van subscriure la declaració en el moment de la conferència de Wellington es mostren amb la data en què la van subscriure.
| Albània                      | Algèria                        | Angola                   | Argentina             | Austràlia                |
| Àustria                      | Bahrain                        | Bèlgica                  | Belize                | Benín                    |
| Bolívia (14 maig)            | Bòsnia i Hercegovina (14 març) | Botswana (16 abril)      | Brunei                | Bulgària (19 març)       |
| Burkina Faso (7 maig)        | Burundi (14 abril)             | Cambodja                 | Camerun (17 abril)    | Canadà                   |
| Txad (15 maig)               | Xile                           | Comores (17 abril)       | Illes Cook            | Costa Rica               |
| Costa d'Ivori (14 abril)     | Croàcia                        | Txèquia                  | R.D. del Congo        | Dinamarca                |
| Djibouti (21 maig)           | República Dominicana           | Equador                  | El Salvador (13 maig) | Estònia (5 maig)         |
| Fiji (7 març)                | Finlàndia                      | França                   | Alemanya              | Ghana                    |
| Guatemala                    | Guinea (25 abril)              | Guinea Bissau (21 abril) | Ciutat del Vaticà     | Hondures                 |
| Hondures                     | Islàndia                       | Indonèsia                | Irlanda               | Itàlia                   |
| Jamaica(9 maig)              | Japó                           | Kenya                    | Kuwait                | Kirguizstan              |
| Laos                         | Líban                          | Lesotho (27 març)        | Libèria (25 abril)    | Liechtenstein (11 abril) |
| Lituània                     | Luxemburg                      | Macedònia del Nord       | Madagascar            | Malawi                   |
| Malàisia                     | Mali                           | Malta                    | Illes Marshall        | Mauritània               |
| Mèxic                        | Moldàvia                       | Montenegro               | Marroc                | Moçambic                 |
| Nauru (28 març)              | Nepal                          | Països Baixos            | Nova Zelanda          | Nicaragua (23 abril)     |
| Níger (29 abril)             | Nigèria                        | Niue                     | Noruega               | República de Palau       |
| Panamà (28 abril)            | Papua Nova Guinea              | Paraguai                 | Perú                  | Filipines                |
| Portugal                     | Qatar (13 maig)                | Rep. del Congo (7 abril) | Samoa                 | San Marino (12 maig)     |
| São Tomé i Príncipe (9 maig) | Senegal                        | Sèrbia (3 març)          | Seychelles (12 maig)  | Sierra Leone             |
| Eslovàquia                   | Eslovènia                      | Somàlia (15 maig)        | Sud-àfrica            | Espanya                  |
| Sudan                        | Eswatini (22 maig)             | Suècia                   | Suïssa                | Tadjikistan (23 abril)   |
| Tanzània (31 març)           | Timor Oriental (14 maig)       | Togo (9 maig)            | Uganda                | Regne Unit               |
| Uruguai                      | Vanuatu                        | Veneçuela (24 abril)     | Zàmbia                |                          |